# Hombourg-Haut
Hombourg-Haut är en kommun i departementet Moselle i regionen Grand Est (tidigare regionen Lorraine) i nordöstra Frankrike. Kommunen ligger i kantonen Saint-Avold 2e Canton som tillhör arrondissementet Forbach. År 2022 hade Hombourg-Haut 6 122 invånare.

## Befolkningsutveckling
Antalet invånare i kommunen Hombourg-Haut
| Referens: INSEE |

## Kultur
Kompositören Louis Théodore Gouvy 1819–1898 är två av Hombourg-Haut mer kända kulturpersonligheter

### Kulturminnesvård

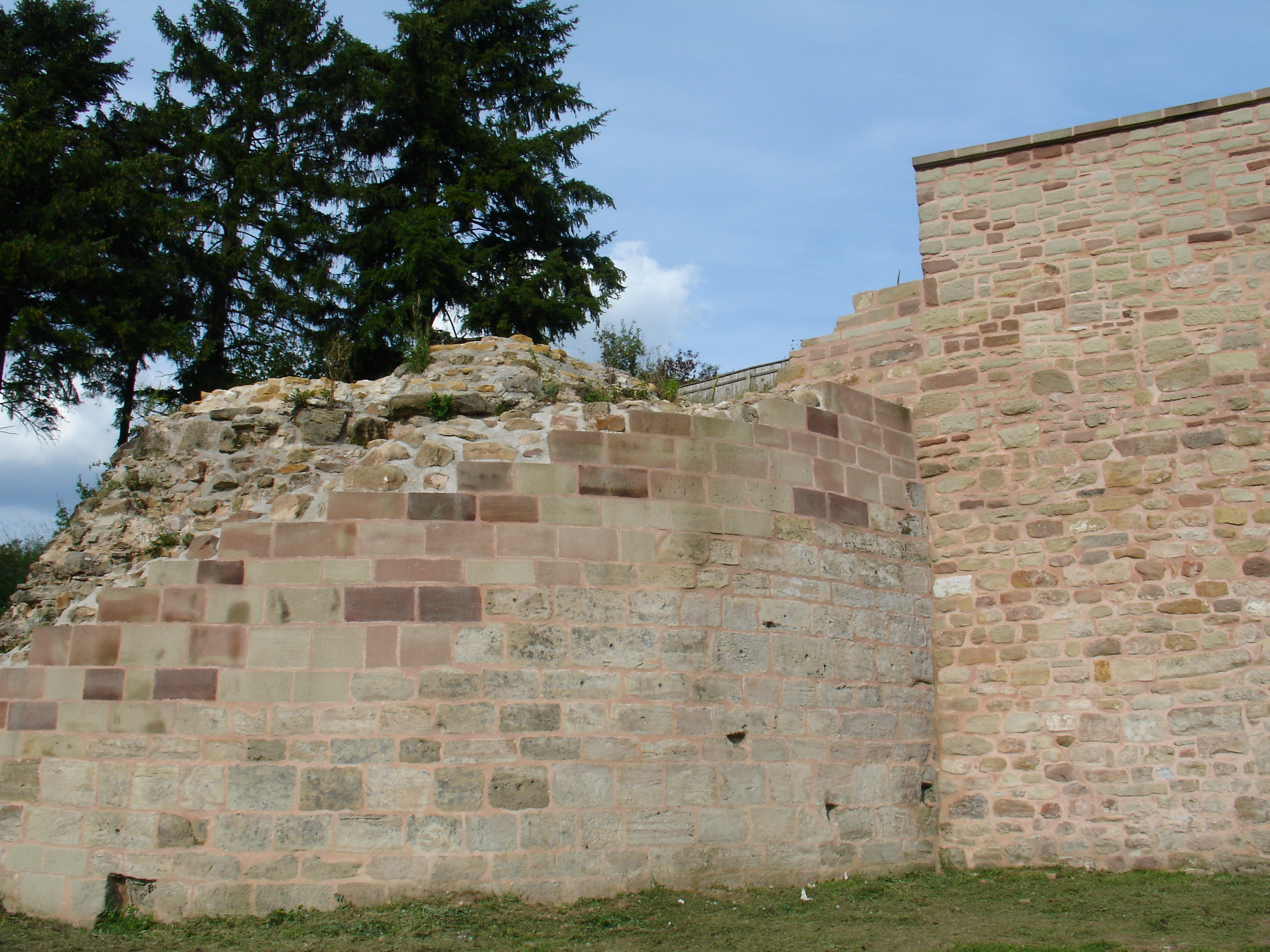
Ruins of the medieval castle
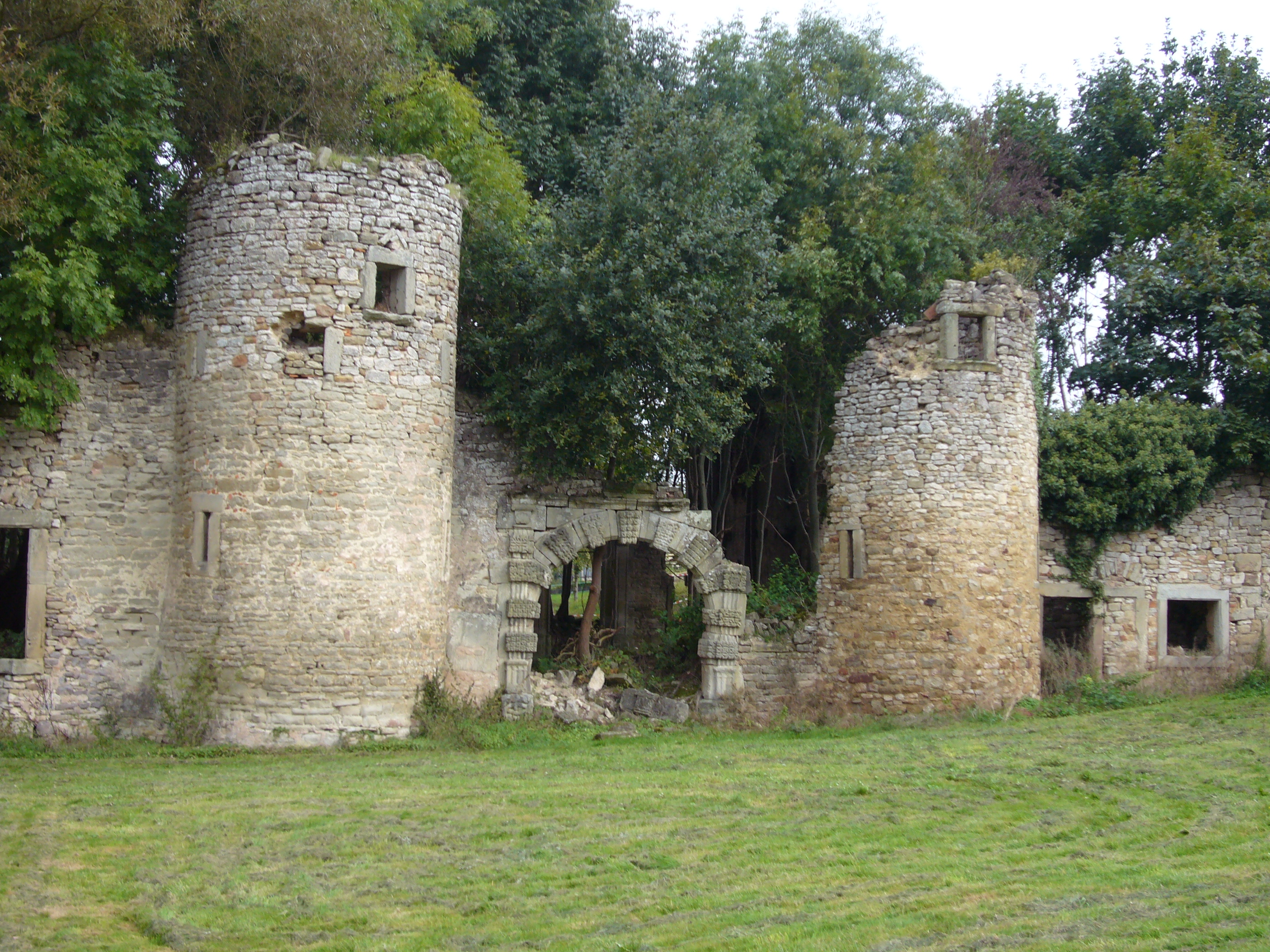
Ruins of the castle of Hellering
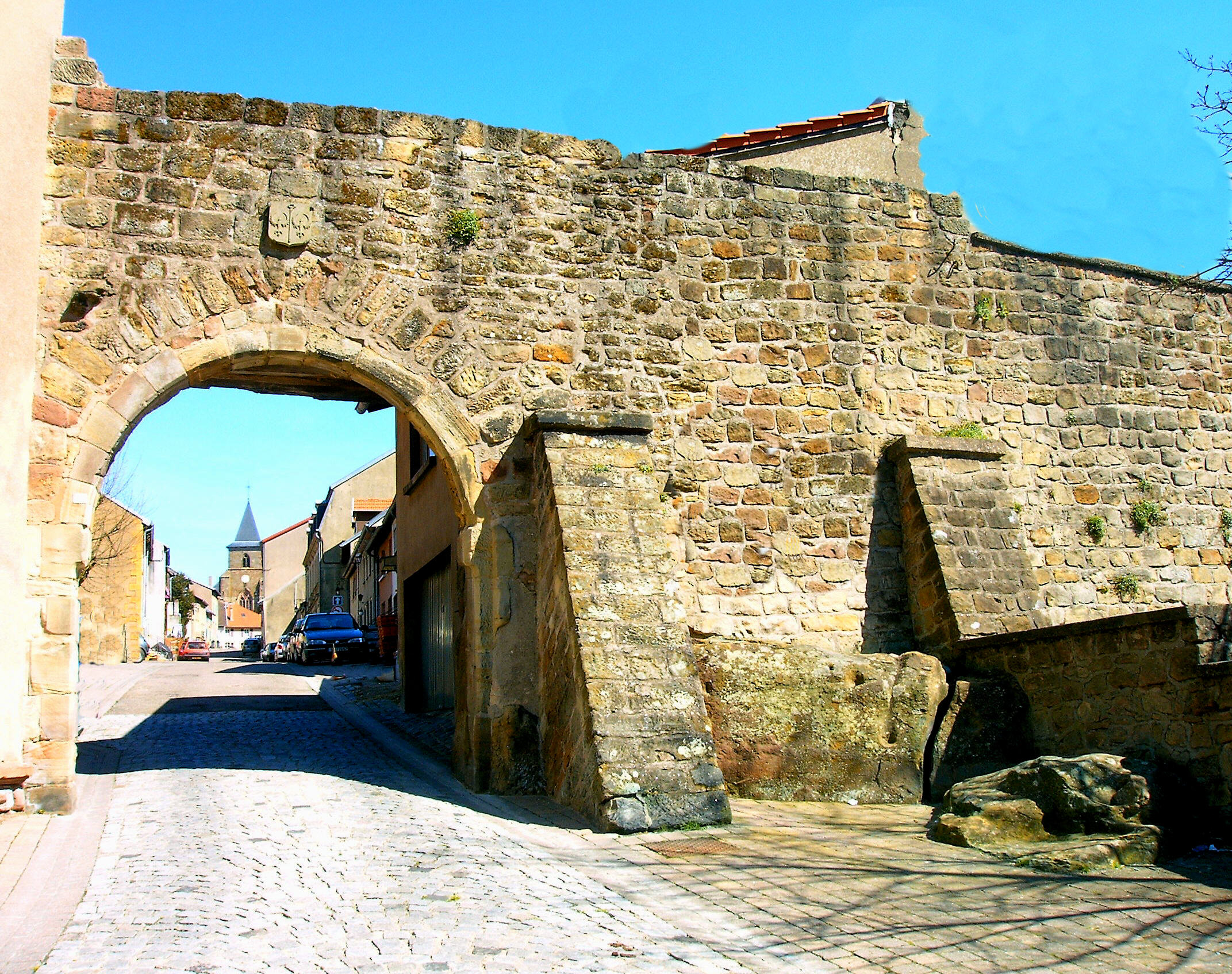
La Vieilie Porte
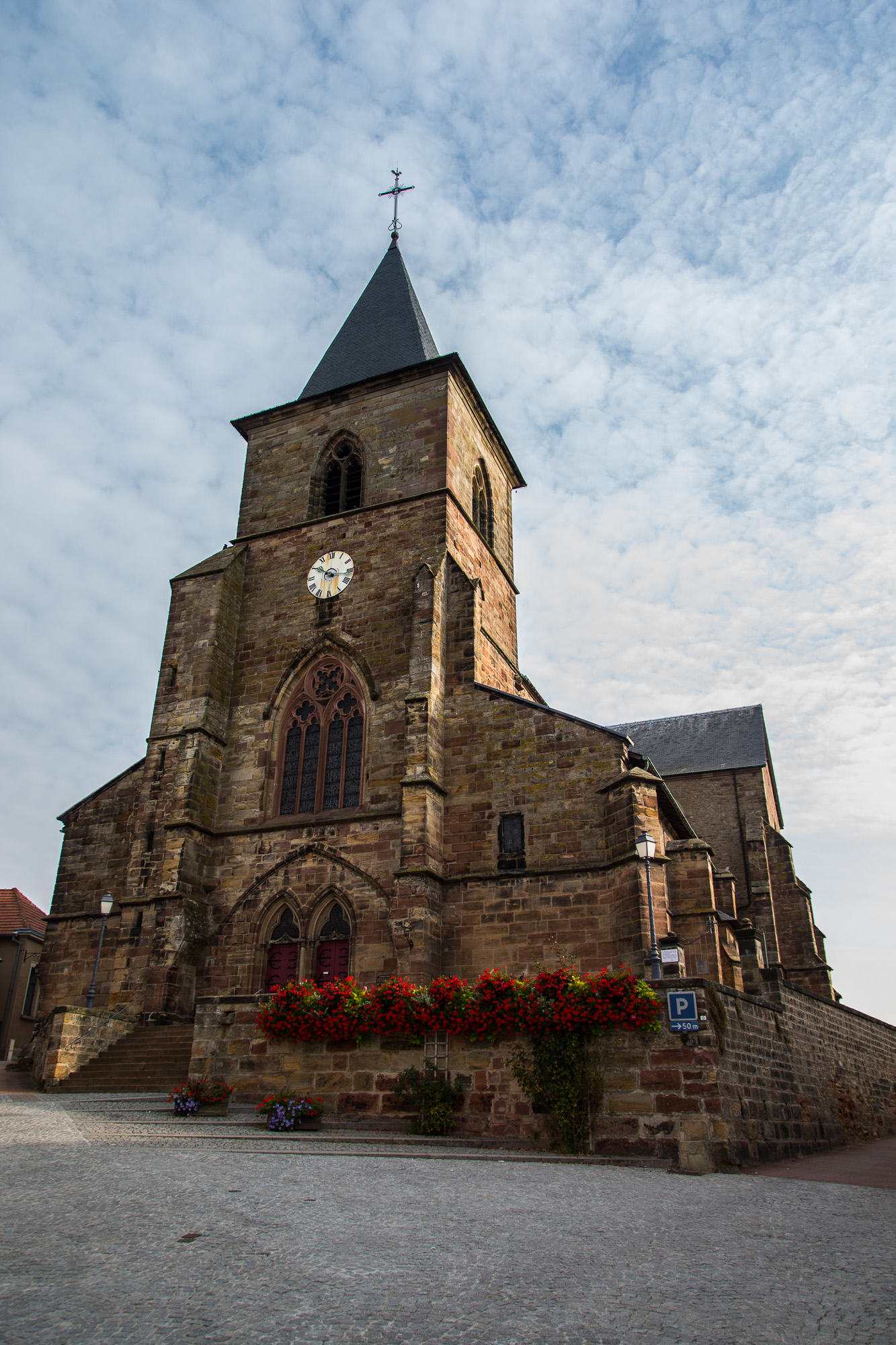
The collegiate church of Saint Stephen
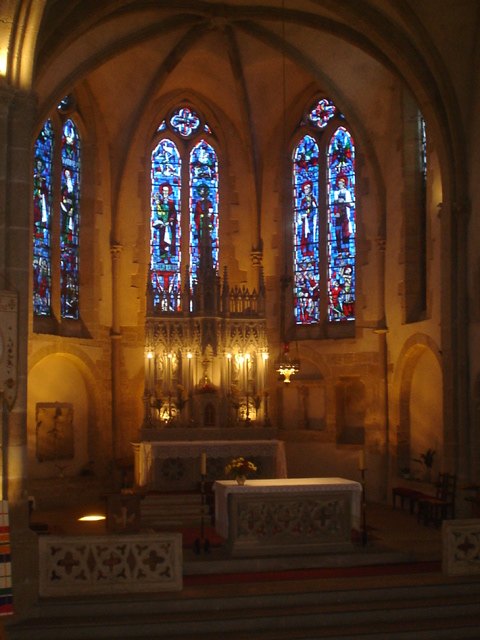
Gothic quire of the collegiate church of Saint Stephen
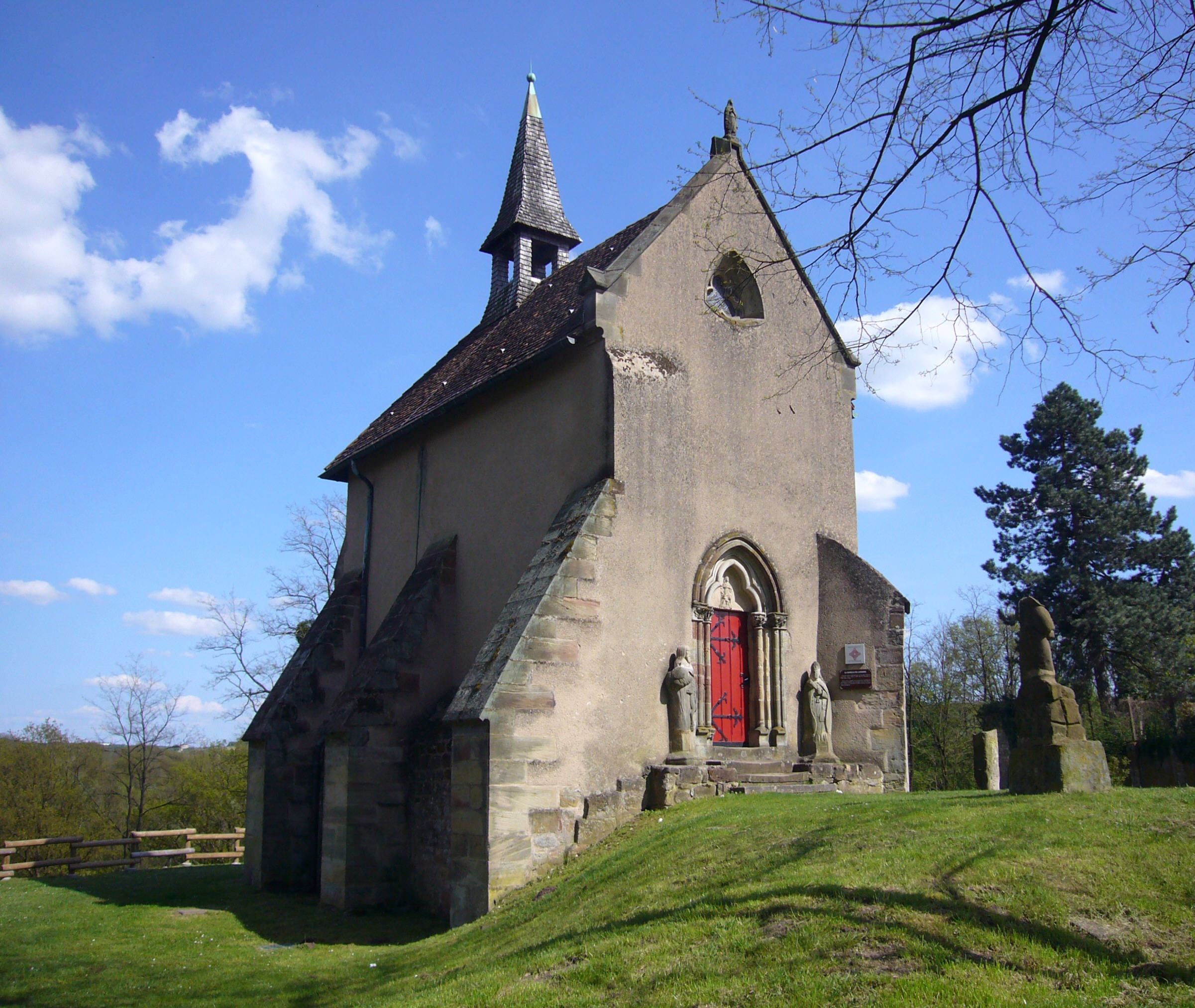
Saint Catherine's chapel
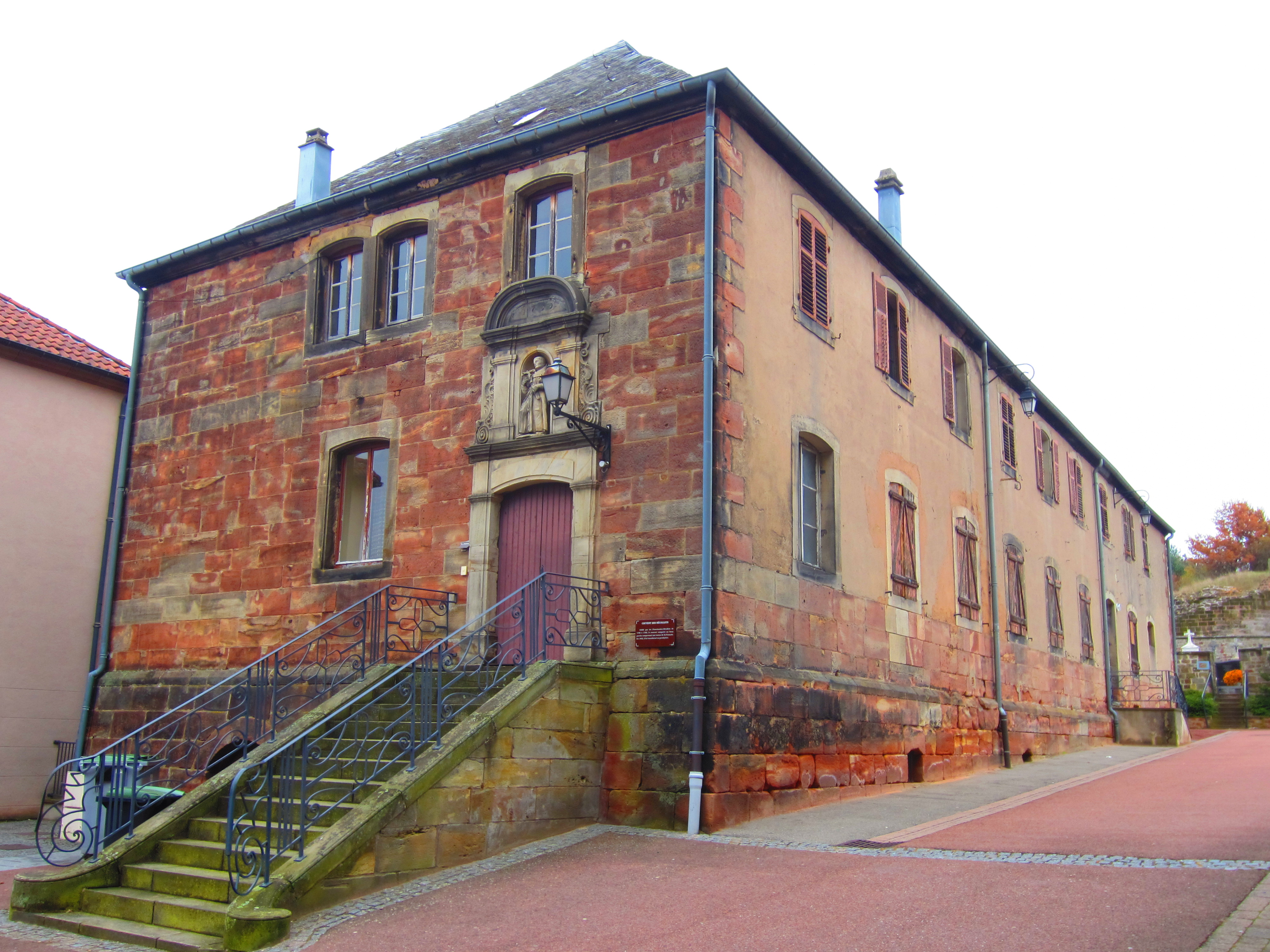
The Recollect convent

## Vänorter
- San Giorgio di Pesaro, Italien, sedan 2006